# Chromadorita guidoschneideri
Chromadorita guidoschneideri är en rundmaskart som först beskrevs av Nikolai Nikolaievich Filipjev 1929.  Chromadorita guidoschneideri ingår i släktet Chromadorita och familjen Chromadoridae. Arten är reproducerande i Sverige. Inga underarter finns listade i Catalogue of Life.